# Unione Sportiva Ravenna 1982-1983
Questa pagina raccoglie le informazioni riguardanti l'Unione Sportiva Ravenna nelle competizioni ufficiali della stagione 1982-1983.

## Stagione
Dopo sei stagioni disputate tra i dilettanti, nella stagione 1982-1983 il Ravenna del presidente Carlo Saturno Bucci, torna a partecipare al girone C del campionato di Serie C2, e con 30 punti in classifica ottiene la salvezza. Il torneo è stato vinto con 48 punti dal Francavilla, davanti alla Civitanovese con 45 punti, entrambe promosse in Serie C1. Artefice della insperata salvezza è stato Paolo Ferrario che ha rilevato un Ravenna affidato all'allenatore Giampaolo Landi dall'inizio della stagione e artefice della recente doppia promozione, ma che si è ritrovato ultimo in classifica con 10 punti alla sedicesima giornata, il nuovo tecnico lo ha portato alla salvezza, decisive si sono dimostrate le ultime due vittorie interne con Jesi e Monopoli.
Nella Coppa Italia di Serie C il Ravenna ha disputato il girone N di qualificazione senza troppe soddisfazioni, vinto dal Fano che si è qualificato per i sedicesimi di finale della manifestazione.

## Rosa
| N. |                   | Ruolo | Calciatore         |
| -- | ----------------- | ----- | ------------------ |
|    | Italia (bandiera) | C     | Giuseppe Accardi   |
|    | Italia (bandiera) | C     | Mirco Balacich     |
|    | Italia (bandiera) | C     | Gianluca Baldini   |
|    | Italia (bandiera) | D     | Maurizio Baron     |
|    | Italia (bandiera) | A     | Paolo Bertani      |
|    | Italia (bandiera) | D     | Gabriele Bolognesi |
|    | Italia (bandiera) | A     | Rosario Castronovo |
|    | Italia (bandiera) | D     | Enzo Concina       |
|    | Italia (bandiera) | P     | Stefano Dadina     |
|    | Italia (bandiera) | C     | Davide Farabegoli  |

| N. |                   | Ruolo | Calciatore            |
| -- | ----------------- | ----- | --------------------- |
|    | Italia (bandiera) | A     | Piero Fiorentini      |
|    | Italia (bandiera) | A     | Renato Lorenzato      |
|    | Italia (bandiera) | D     | Benito Michelazzi     |
|    | Italia (bandiera) | P     | Luigi Ruffilli        |
|    | Italia (bandiera) | P     | Stefano Rusticali     |
|    | Italia (bandiera) | C     | Piergiorgio Sacchetti |
|    | Italia (bandiera) | D     | Pierluigi Silva       |
|    | Italia (bandiera) | C     | Gabriele Smeraldi     |
|    | Italia (bandiera) | C     | Fabrizio Tardini      |
|    | Italia (bandiera) | D     | Riccardo Zaccaroni    |

## Risultati

### Campionato

#### Girone di andata
| Arbitro: | Tonon (Conegliano) |

|                     |           |                     |
| Smeraldi 77’ (rig.) | Marcatori | 27’ Babbi 39’ Morra |

| Arbitro: | Nicoletti (Agropoli) |

|            |           |  |
| Pavese 83’ | Marcatori |  |

| Arbitro: | Padovan (Gorizia) |

|                |           |  |
| Castronovo 68’ | Marcatori |  |

| Arbitro: | Busceti (Taurianova) |

|            |           |  |
| Monaco 47’ | Marcatori |  |

| Ravenna 17 ottobre 1982 5ª giornata | Ravenna           | 0 – 0 | Elpidiense | Stadio Bruno Benelli\| Arbitro: \| Predieri (Varese) \| |
| Arbitro:                            | Predieri (Varese) |       |            |                                                         |

| Arbitro: | Fiorenza |

|                     |           |  |
| Cichella 91’ (rig.) | Marcatori |  |

| Arbitro: | D'Alascio (Pisa) |

|                                 |           |                               |
| Fiorentini 9’, 89’ Balacich 83’ | Marcatori | 10’, 59’ Vitali 43’ Schettino |

| Arbitro: | Bragagnolo (Torino) |

|  |           |             |
|  | Marcatori | 80’ Bertani |

| Arbitro: | Amendolia (Messina) |

|  |           |               |
|  | Marcatori | 13’ Allegrini |

| Avezzano 21 novembre 1982 10ª giornata | Avezzano            | 0 – 0 | Ravenna | Stadio dei Marsi\| Arbitro: \| Squadrito (Catania) \| |
| Arbitro:                               | Squadrito (Catania) |       |         |                                                       |

| Senigallia 28 novembre 1982 11ª giornata | Vigor Senigallia  | 0 – 0 | Ravenna | Stadio Centrale\| Arbitro: \| Mellino (Crotone) \| |
| Arbitro:                                 | Mellino (Crotone) |       |         |                                                    |

| Arbitro: | Collazuol |

|              |           |           |
| Balacich 65’ | Marcatori | 82’ Menna |

| Arbitro: | Murgia (Oristano) |

|                               |           |  |
| Di Fabio 27’, 43’ Ferrara 33’ | Marcatori |  |

| Arbitro: | Bragagnolo (Torino) |

|  |           |              |
|  | Marcatori | 51’ Molinari |

| Jesi 9 gennaio 1983 15ª giornata | Jesi                | 0 – 0 | Ravenna | Stadio Comunale\| Arbitro: \| Satariano (Palermo) \| |
| Arbitro:                         | Satariano (Palermo) |       |         |                                                      |

| Arbitro: | Frusciante (Como) |

|                                                |           |  |
| Castronovo 19’ Accardi 67’ Smeraldi 85’ (rig.) | Marcatori |  |

| Arbitro: | Zambelli (Brescia) |

|                              |           |  |
| Giusto 28’ Totaro 80’ (rig.) | Marcatori |  |

#### Girone di ritorno
| Arbitro: | Bruni (Arezzo) |

|                        |           |                |
| Motta 53’ Castoldi 55’ | Marcatori | 49’ Fiorentini |

| Arbitro: | Della Rovere (Torino) |

|             |           |  |
| Bertani 28’ | Marcatori |  |

| Arbitro: | Mariotti (Pontedera) |

|              |           |                                 |
| Bognanni 70’ | Marcatori | 21’ Baldini 30’ (rig.) Smeraldi |

| Arbitro: | Manzone (Asti) |

|             |           |  |
| Baldini 65’ | Marcatori |  |

| Sant'Elpidio a Mare 27 febbraio 1983 22ª giornata | Elpidiense     | 0 – 0 | Ravenna | Stadio Vittorio Mandozzi\| Arbitro: \| Nencini (Roma) \| |
| Arbitro:                                          | Nencini (Roma) |       |         |                                                          |

| Ravenna 6 marzo 1983 23ª giornata | Ravenna           | 0 – 0 | Maceratese | Stadio Bruno Benelli\| Arbitro: \| Padovan (Gorizia) \| |
| Arbitro:                          | Padovan (Gorizia) |       |            |                                                         |

| Arbitro: | Baldas (Trieste) |

|  |           |               |
|  | Marcatori | 42’ Sacchetti |

| Arbitro: | Acri (Novi Ligure) |

|  |           |          |
|  | Marcatori | 53’ Gori |

| Arbitro: | Tarantola (Genova) |

|                                  |           |  |
| Franceschelli 24’ Marescalco 74’ | Marcatori |  |

| Ravenna 10 aprile 1983 27ª giornata | Ravenna         | 0 – 0 | Avezzano | Stadio Bruno Benelli\| Arbitro: \| Falsetti (Roma) \| |
| Arbitro:                            | Falsetti (Roma) |       |          |                                                       |

| Arbitro: | Calabretta (Catanzaro) |

|                    |           |             |
| Milella 35’ (aut.) | Marcatori | 45’ Coletta |

| Arbitro: | Ciaccio (Napoli) |

|                 |           |             |
| Masutti 8’, 50’ | Marcatori | 30’ Tardini |

| Arbitro: | Frusciante (Como) |

|                            |           |                            |
| Baldini 11’ Fiorentini 50’ | Marcatori | 66’ Ferrara 73’ Barlafante |

| Arbitro: | Calafiore (Brescia) |

|             |           |                      |
| Molinari 1’ | Marcatori | 20’ (aut.) De Comite |

| Arbitro: | Dall'Oca (Abbiategrasso) |

|                                      |           |             |
| Tardini 37’ Smeraldi 50’ Bertani 79’ | Marcatori | 59’ Bonacci |

| Arbitro: | Albertini (Voghera) |

|              |           |  |
| Gualdani 59’ | Marcatori |  |

| Arbitro: | Bailo (Novi Ligure) |

|                                     |           |                       |
| Tardini 18’ Baldini 51’ Accardi 65’ | Marcatori | 47’ Lanci 78’ Volarig |

### Coppa Italia

#### Girone N
| Arbitro: | Bruschini (Firenze) |

|  |           |           |
|  | Marcatori | 43’ Mochi |

| Arbitro: | Scalise (Bologna) |

|                        |           |                                             |
| G. Pin 33’ Viviani 70’ | Marcatori | 8’ (aut.) Bertozzi 9’ Baldini 30’ Sacchetti |

| Cattolica 29 agosto 1982 3ª giornata | Cattolica           | 0 – 0 | Ravenna | Stadio Comunale\| Arbitro: \| De Santis (Treviso) \| |
| Arbitro:                             | De Santis (Treviso) |       |         |                                                      |

| Arbitro: | Gava (Conegliano) |

|                                      |           |                            |
| Messersì 32’ Mochi 60’ Valentini 63’ | Marcatori | 10’ Castronovo 25’ Bertani |

| Arbitro: | Cerquoni (Macerata) |

|                |           |                 |
| Castronovo 75’ | Marcatori | 63’ Schincaglia |

| Arbitro: | Moschet (Conegliano) |

|  |           |          |
|  | Marcatori | 42’ Gori |